# Orbajosa

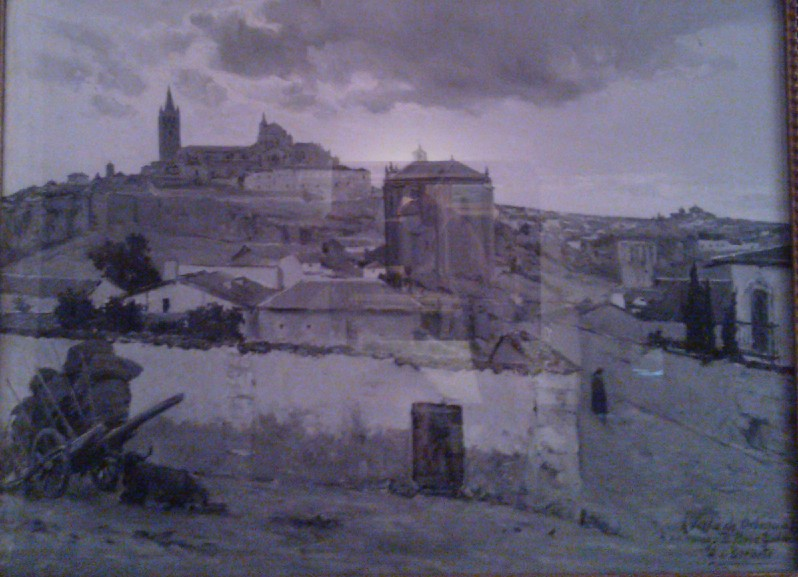
Vista de Orbajosa (23 x 27 cm), acuarela de Aureliano de Beruete (a finales de 1895), firmada y dedicada, abajo a la derecha. Se conserva en la Casa-Museo de Pérez Galdós en Las Palmas de Gran Canaria.

Orbajosa es el nombre de una ciudad ficticia creada por Benito Pérez Galdós donde se desarrolla la trama de su novela Doña Perfecta. Como escenario imaginario, aparece también en otra novela suya, La incógnita, escrita en 1889.

## Análisis
Con carácter de personaje, Galdós construyó una "pequeña ciudad levítica", sin vida intelectual ni económica, un botón de muestra de la "España profunda" anclada en la tradición, donde nunca pasa nada. Orbajosa, como la Vetusta de La Regenta de Clarín (y como otras cosmogonías galdosianas: la Ficóbriga de Gloria o el Socartes de Marianela), es "patria de los tafetanes y caballucos" (metáfora del autor, asociando el tafetán a las mujeres y bautizando a los campesinos de aspecto brutal con el apodo del personaje "Caballuco"). 
En una carta dirigida a su amigo el pintor Aureliano de Beruete, autor de una versión pictórica de la ciudad imaginaria, Vista de Orbajosa, cuyo original a la acuarela se encuentra en la Casa-Museo Pérez Galdós de Las Palmas de Gran Canaria, Galdós define su ciudad imaginaria con estas palabras:

Veinte años ha que fue sacado este castizo y turbulante poblachón y muy lejos de extinguirse su fama y de oscurecerse su historia, han crecido una y otra, a tal punto que ya no hay en España provincia ni capital que no sea más o menos 'Orbajosoido'. Orbajosa encontrará usted en las aldeas, Orbajosa en las ciudades ricas y populosas. Orbajosa revive en la cabañas y en los dorados palacios. Todo es y todo será mañana Orbajosa, si Dios no se apiada de nosotros, que no se apiadará...

Madrijosa... marzo de 1896.
B. Pérez Galdós

## Características
La ciudad se halla en una loma. El narrador de Doña Perfecta destaca unas negras torres y una ruinosa fábrica de un castillo despedazado, por otro lado están las chozas de los habitantes que son de adobe. La ciudad esta rodeada por un río de bajo caudal que sirve para regar las huertas que dan un poco de frondosidad al pueblo. El aspecto arquitectónico de la ciudad daba una apariencia ruinosa pero el poco movimiento humano que había proporciona cierta vitalidad. El narrador la califica no solo como una ciudad enterrada sino también podrida. Tiene un censo de 7324 habitantes, un ayuntamiento, una sede episcopal, un juzgado, un seminario, un depósito de caballos sementales, un instituto y otras instituciones oficiales. El protagonista de la novela de Doña Perfecta, la califica como un gran estercolero. Más tarde en la novela sabremos sobre la existencia de un casino en la ciudad. 